# شایلندرا کومار اوپادیایا
شایلندرا کومار اوپادیایا (زادهٔ ۱۷ آوریل ۱۹۲۹ – درگذشتهٔ ۹ مهٔ ۲۰۱۱) سیاستمداری نپالی بود. او در ۸۲ سالگی در صدد صعود به اورست و بر جای گذاشتن رکورد پیرترین صعودکننده به این قله برآمد اما پس از رسیدن به کمپ ۱ در ارتفاع ۶۴۰۰ متری دچار ارتفاع‌زدگی شد و درگذشت.

## زندگینامه
شایلندرا کومار اوپادیایا در ۱۷ آوریل ۱۹۲۹ در بنارس هندوستان زاده شد. او در ۱۹۴۲ به جنبش ملی هند به رهبری مهاتما گاندی برای بیرون راندن انگلیسی‌ها از هند پیوست. در ۱۹۵۰ به عضویت حزب کمونیست نپال درآمد و برای مدتی نیز زندانی شد. او سپس از ۱۹۷۲ تا ۱۹۷۸ سفیر و نمایندهٔ دائم نپال در سازمان ملل بود و از ۱۹۸۶ تا ۱۹۹۰ نیز وزارت امور خارجهٔ این کشور را بر عهده داشت.
اوپادیادیا که پیشتر کوه‌های ۶۴۶۷ متری مرا پیک و ۶۱۶۰ متری آیلند پیک را صعود کرده بود، در سال ۲۰۱۱ و در سن ۸۲ سالگی در صدد فتح قلهٔ ۸۸۴۸ متری اورست برآمد تا نام خود را به‌عنوان پیرترین فرد صعودکننده به بام دنیا ثبت نماید. او هدف خود را از این صعود اثبات این موضوع بیان نمود که حتی افراد مسن نیز می‌توانند از کوه‌ها صعود کنند. پیش از اوپادیادیا، مین بهادر شرچان ۷۶ ساله توانسته بود در سال ۲۰۰۸ با موفقیت قلهٔ اورست را فتح نماید و سیاستمدار سالخورده در صورت موفقیت رکورد او را می‌شکست.
اوپادیادیا در ۱۸ آوریل به سمت کمپ اصلی پرواز کرد. او را در این صعود ۵ نفر راهنما و شرپا همراهی می‌کردند. با وجود این در تاریخ ۹ مهٔ ۲۰۱۱ و در مسیر کمپ ۱ واقع در ارتفاع ۶۴۰۰ متری، شایلندرا کومار اوپادیایا دچار ارتفاع‌زدگی شده و به‌دلیل کمبود اکسیژن و فشار خون بالا درگذشت.